# Transponierte Matrix

Animation zur Transponierung einer Matrix

Die transponierte Matrix, gespiegelte Matrix oder gestürzte Matrix ist in der Mathematik diejenige Matrix, die durch Vertauschen der Rollen von Zeilen und Spalten einer gegebenen Matrix entsteht. Die erste Zeile der transponierten Matrix entspricht der ersten Spalte der Ausgangsmatrix, die zweite Zeile der zweiten Spalte und so weiter. Anschaulich entsteht die transponierte Matrix durch Spiegelung der Ausgangsmatrix an ihrer Hauptdiagonale. Die Umwandlung einer Matrix in ihre transponierte Matrix wird Transponierung, Transposition oder Stürzen der Matrix genannt.
Die Transpositionsabbildung, die einer Matrix ihre Transponierte zuordnet, ist stets bijektiv, linear und selbstinvers. Bezüglich der Matrizenaddition stellt sie einen Isomorphismus dar, bezüglich der Matrizenmultiplikation hingegen einen Antiisomorphismus, das heißt, die Reihenfolge bei der Multiplikation von Matrizen kehrt sich nach Transponierung um. Viele Kenngrößen von Matrizen, wie Spur, Rang, Determinante und Eigenwerte, bleiben unter Transponierung erhalten.
In der linearen Algebra wird die transponierte Matrix unter anderem zur Charakterisierung spezieller Klassen von Matrizen eingesetzt. Die transponierte Matrix ist auch die Abbildungsmatrix der dualen Abbildung einer linearen Abbildung zwischen zwei endlichdimensionalen Vektorräumen bezüglich der jeweiligen Dualbasen. Weiterhin ist sie auch die Abbildungsmatrix der adjungierten Abbildung zwischen zwei endlichdimensionalen reellen Skalarprodukträumen bezüglich der jeweiligen Orthonormalbasen. Das Konzept der Transponierung einer Matrix wurde im Jahr 1858 von dem britischen Mathematiker Arthur Cayley eingeführt.

## Definition
Ist {\displaystyle K} ein Körper (in der Praxis meist der Körper der reellen oder komplexen Zahlen), dann ist die zu einer gegebenen Matrix
{\displaystyle A=(a_{ij})={\begin{pmatrix}a_{11}&\dots &a_{1n}\\\vdots &&\vdots \\a_{m1}&\dots &a_{mn}\end{pmatrix}}\in K^{m\times n}}
transponierte Matrix definiert als
{\displaystyle A^{\mathrm {T} }=(a_{ji})={\begin{pmatrix}a_{11}&\dots &a_{m1}\\\vdots &&\vdots \\a_{1n}&\dots &a_{mn}\end{pmatrix}}\in K^{n\times m}}.
Die transponierte Matrix {\displaystyle A^{\mathrm {T} }} ergibt sich also dadurch, dass die Rollen von Zeilen und Spalten der Ausgangsmatrix {\displaystyle A} vertauscht werden. Anschaulich entsteht die transponierte Matrix durch Spiegelung der Ausgangsmatrix an ihrer Hauptdiagonale {\displaystyle a_{11},a_{22},\dotsc ,a_{kk}} mit {\displaystyle k=\min\{m,n\}}. Gelegentlich wird die transponierte Matrix auch durch {\displaystyle A^{\mathsf {T}}}, {\displaystyle A^{\top }}, {\displaystyle A^{\mathrm {t} }} oder {\displaystyle A'} notiert.

## Beispiele
Durch Transponieren einer {\displaystyle (1\times 3)}-Matrix (eines Zeilenvektors) entsteht eine {\displaystyle (3\times 1)}-Matrix (ein Spaltenvektor) und umgekehrt:
{\displaystyle {\begin{pmatrix}2&4&6\end{pmatrix}}^{\mathrm {T} }={\begin{pmatrix}2\\4\\6\end{pmatrix}},\quad {\begin{pmatrix}1\\3\\5\end{pmatrix}}^{\mathrm {T} }={\begin{pmatrix}1&3&5\end{pmatrix}}}
Eine quadratische Matrix behält durch Transponieren ihren Typ, jedoch werden alle Einträge an der Hauptdiagonale gespiegelt:
{\displaystyle {\begin{pmatrix}2&3\\4&5\end{pmatrix}}^{\mathrm {T} }={\begin{pmatrix}2&4\\3&5\end{pmatrix}},\quad {\begin{pmatrix}9&8&7\\6&5&4\\3&2&1\end{pmatrix}}^{\mathrm {T} }={\begin{pmatrix}9&6&3\\8&5&2\\7&4&1\end{pmatrix}}}
Durch Transponierung einer {\displaystyle (3\times 2)}-Matrix entsteht eine {\displaystyle (2\times 3)}-Matrix, bei der die erste Zeile der ersten Spalte der Ausgangsmatrix und die zweite Zeile der zweiten Spalte der Ausgangsmatrix entspricht:
{\displaystyle {\begin{pmatrix}1&4\\8&-2\\-3&5\end{pmatrix}}^{\mathrm {T} }={\begin{pmatrix}1&8&-3\\4&-2&5\end{pmatrix}}}

## Eigenschaften

### Summe
Für die Transponierte der Summe zweier Matrizen {\displaystyle A=(a_{ij}),\ B=(b_{ij})\in K^{m\times n}} gleichen Typs gilt
{\displaystyle (A+B)^{\mathrm {T} }=((a_{ij})+(b_{ij}))^{\mathrm {T} }=(a_{ij}+b_{ij})^{\mathrm {T} }=(a_{ji}+b_{ji})=((a_{ji})+(b_{ji}))=A^{\mathrm {T} }+B^{\mathrm {T} }}.
Allgemein ergibt sich die Summe von {\displaystyle n} Matrizen {\displaystyle A_{1},\dotsc ,A_{n}\in K^{m\times n}} gleichen Typs zu
{\displaystyle (A_{1}+A_{2}+\dotsb +A_{n})^{\mathrm {T} }=A_{1}^{\mathrm {T} }+A_{2}^{\mathrm {T} }+\dotsb +A_{n}^{\mathrm {T} }}.
Die Transponierte einer Summe von Matrizen ist demnach gleich der Summe der Transponierten.

### Skalarmultiplikation
Für die Transponierte des Produkts einer Matrix {\displaystyle A=(a_{ij})\in K^{m\times n}} mit einem Skalar {\displaystyle c\in K} gilt
{\displaystyle (c\cdot A)^{\mathrm {T} }=(c\cdot a_{ij})^{\mathrm {T} }=(c\cdot a_{ji})=c\cdot A^{\mathrm {T} }}.
Die Transponierte des Produkts einer Matrix mit einem Skalar ist also gleich dem Produkt des Skalars mit der transponierten Matrix.

### Zweifache Transposition
Für die Transponierte der Transponierten einer Matrix {\displaystyle A=(a_{ij})\in K^{m\times n}} gilt
{\displaystyle \left(A^{\mathrm {T} }\right)^{\mathrm {T} }=((a_{ij})^{\mathrm {T} })^{\mathrm {T} }=(a_{ji})^{\mathrm {T} }=(a_{ij})=A}.
Durch zweifache Transposition ergibt sich demnach stets wieder die Ausgangsmatrix.

### Produkt
Für die Transponierte des Produkts einer Matrix {\displaystyle A=(a_{ij})\in K^{m\times n}} mit einer Matrix {\displaystyle B=(b_{ij})\in K^{n\times l}} gilt
{\displaystyle (A\cdot B)^{\mathrm {T} }=\left(\sum _{k=1}^{n}a_{ik}\cdot b_{kj}\right)^{\mathrm {T} }=\left(\sum _{k=1}^{n}a_{jk}\cdot b_{ki}\right)=\left(\sum _{k=1}^{n}b_{ki}\cdot a_{jk}\right)=\left(\sum _{k=1}^{n}\beta _{ik}\cdot \alpha _{kj}\right)=B^{\mathrm {T} }\cdot A^{\mathrm {T} }}
mit den Transponierten {\displaystyle B^{\mathrm {T} }=(\beta _{ij})\in K^{l\times n}} und {\displaystyle A^{\mathrm {T} }=(\alpha _{ij})\in K^{n\times m}}.
Allgemein ergibt sich für das Produkt von {\displaystyle n} Matrizen {\displaystyle A_{1},\dotsc ,A_{n}} passenden Typs
{\displaystyle (A_{1}\cdot A_{2}\dotsm A_{n})^{\mathrm {T} }=A_{n}^{\mathrm {T} }\dotsm A_{2}^{\mathrm {T} }\cdot A_{1}^{\mathrm {T} }}.
Die Transponierte eines Produkts von Matrizen ist demnach gleich dem Produkt der Transponierten, jedoch in umgekehrter Reihenfolge.

### Inverse
Die Transponierte einer regulären Matrix {\displaystyle A\in K^{n\times n}} ist ebenfalls regulär. Für die Transponierte der Inversen einer regulären Matrix gilt dabei
{\displaystyle \left(A^{-1}\right)^{\mathrm {T} }=\left(A^{\mathrm {T} }\right)^{-1}},
denn mit der Einheitsmatrix {\displaystyle I\in K^{n\times n}} ergibt sich
{\displaystyle A^{\mathrm {T} }\cdot \left(A^{-1}\right)^{\mathrm {T} }=\left(A^{-1}\cdot A\right)^{\mathrm {T} }=I^{\mathrm {T} }=I}
und daher ist {\displaystyle (A^{-1})^{\mathrm {T} }} die inverse Matrix zu {\displaystyle A^{\mathrm {T} }}. Die Transponierte der inversen Matrix ist demnach gleich der Inversen der transponierten Matrix. Diese Matrix wird gelegentlich auch mit {\displaystyle A^{-T}} bezeichnet.

### Exponential und Logarithmus
Für das Matrixexponential der Transponierten einer reellen oder komplexen quadratischen Matrix {\displaystyle A\in \mathbb {K} ^{n\times n}} gilt
{\displaystyle \exp(A^{\mathrm {T} })=(\exp A)^{\mathrm {T} }}.
Entsprechend gilt für den Matrixlogarithmus der Transponierten einer regulären reellen oder komplexen Matrix
{\displaystyle \ln(A^{\mathrm {T} })=(\ln A)^{\mathrm {T} }}.

### Transpositionsabbildung
Die Abbildung
{\displaystyle K^{m\times n}\to K^{n\times m},\quad A\mapsto A^{\mathrm {T} }},
die einer Matrix ihre Transponierte zuordnet, wird Transpositionsabbildung genannt. Aufgrund der vorstehenden Gesetzmäßigkeiten besitzt die Transpositionsabbildung die folgenden Eigenschaften:
- Die Transpositionsabbildung ist stets bijektiv, linear und selbstinvers.
- Zwischen den Matrizenräumen {\displaystyle K^{m\times n}} und {\displaystyle K^{n\times m}} stellt die Transpositionsabbildung einen Isomorphismus dar.
- In der allgemeinen linearen Gruppe {\displaystyle \operatorname {GL} (n,K)} und im Matrizenring {\displaystyle K^{n\times n}} stellt die Transpositionsabbildung (für {\displaystyle m=n}) einen Antiautomorphismus dar.[2]
- Falls {\displaystyle m=n} und {\displaystyle K^{m}} ein Raum mit Skalarprodukt ist, so gilt dass die Transpositionsabbildung positiv, aber nicht vollständig positiv ist.[3]

### Blockmatrizen
Die Transponierte einer Blockmatrix mit {\displaystyle r} Zeilen- und {\displaystyle s} Spaltenpartitionen ist durch
{\displaystyle {\begin{pmatrix}A_{11}&\cdots &A_{1s}\\\vdots &&\vdots \\A_{r1}&\cdots &A_{rs}\end{pmatrix}}^{\mathrm {T} }={\begin{pmatrix}A_{11}^{\mathrm {T} }&\cdots &A_{r1}^{\mathrm {T} }\\\vdots &&\vdots \\A_{1s}^{\mathrm {T} }&\cdots &A_{rs}^{\mathrm {T} }\end{pmatrix}}}
gegeben. Sie entsteht durch Spiegelung aller Blöcke an der Hauptdiagonale und nachfolgende Transposition jedes Blocks.

## Kenngrößen

### Rang
Für eine Matrix {\displaystyle A\in K^{m\times n}} ist der Rang der transponierten Matrix gleich dem der Ausgangsmatrix:
{\displaystyle \operatorname {rang} (A^{\mathrm {T} })=\operatorname {rang} (A)}
Das Bild der Abbildung {\displaystyle x\mapsto Ax} wird dabei von den Spaltenvektoren von {\displaystyle A} aufgespannt, während das Bild der Abbildung {\displaystyle x\mapsto A^{\mathrm {T} }x} von den Zeilenvektoren von {\displaystyle A} aufgespannt wird. Die Dimensionen dieser beiden Bilder stimmen dabei stets überein.

### Spur
Für eine quadratische Matrix {\displaystyle A\in K^{n\times n}} ist die Spur (die Summe der Hauptdiagonalelemente) der transponierten Matrix gleich der Spur der Ausgangsmatrix:
{\displaystyle \operatorname {spur} (A^{\mathrm {T} })=\operatorname {spur} (A)}
Denn die Diagonalelemente der transponierten Matrix stimmen mit denen der Ausgangsmatrix überein.

### Determinante
Für eine quadratische Matrix {\displaystyle A\in K^{n\times n}} ist die Determinante der transponierten Matrix gleich der Determinante der Ausgangsmatrix:
{\displaystyle \det(A^{\mathrm {T} })=\det(A)}
Dies folgt aus der Leibniz-Formel für Determinanten über
{\displaystyle \det(A)=\sum _{\sigma \in S_{n}}\left(\operatorname {sgn} (\sigma )a_{1,\sigma (1)}\cdots a_{n,\sigma (n)}\right)=\sum _{\sigma \in S_{n}}\left(\operatorname {sgn} (\sigma )a_{\sigma (1),1}\cdots a_{\sigma (n),n}\right)=\det(A^{\mathrm {T} })},
wobei die Summe über alle Permutationen der symmetrischen Gruppe {\displaystyle S_{n}} läuft und {\displaystyle \operatorname {sgn} (\sigma )} das Vorzeichen der Permutation {\displaystyle \sigma } bezeichnet.

### Spektrum
Für eine quadratische Matrix {\displaystyle A\in K^{n\times n}} ist aufgrund der Invarianz der Determinante unter Transposition auch das charakteristische Polynom der transponierten Matrix mit dem der Ausgangsmatrix identisch:
{\displaystyle \chi _{A^{\mathrm {T} }}(\lambda )=\det(\lambda I-A^{\mathrm {T} })=\det((\lambda I-A^{\mathrm {T} })^{\mathrm {T} })=\det(\lambda I-A)=\chi _{A}(\lambda )}
Daher stimmen auch die Eigenwerte der transponierten Matrix mit denen der Ausgangsmatrix überein, die beiden Spektren sind also gleich:
{\displaystyle \sigma (A^{\mathrm {T} })=\sigma (A)}
Die Eigenvektoren und Eigenräume müssen aber nicht übereinstimmen.

### Ähnlichkeit
Jede quadratische Matrix {\displaystyle A\in K^{n\times n}} ist ähnlich zu ihrer Transponierten, das heißt: Es gibt eine reguläre Matrix {\displaystyle S\in K^{n\times n}}, sodass
{\displaystyle A^{\mathrm {T} }=S^{-1}AS}
gilt. Die Matrix {\displaystyle S} kann dabei sogar symmetrisch gewählt werden. Daraus folgt unter anderem, dass eine quadratische Matrix und ihre Transponierte das gleiche Minimalpolynom und, sofern ihr charakteristisches Polynom vollständig in Linearfaktoren zerfällt, auch die gleiche jordansche Normalform haben.

### Normen
Die euklidische Norm eines reellen Vektors {\displaystyle x\in \mathbb {R} ^{n}} ist durch
{\displaystyle \|x\|_{2}={\sqrt {x^{\mathrm {T} }x}}}
gegeben. Für die Frobeniusnorm und die Spektralnorm der Transponierten einer reellen oder komplexen Matrix {\displaystyle A\in {\mathbb {K} }^{m\times n}} gilt
{\displaystyle \|A^{\mathrm {T} }\|_{F}=\|A\|_{F}}   und   {\displaystyle \|A^{\mathrm {T} }\|_{2}=\|A\|_{2}}.
Die Zeilensummen- und die Spaltensummennorm der Transponierten und der Ausgangsmatrix stehen folgendermaßen in Beziehung:
{\displaystyle \|A^{\mathrm {T} }\|_{\infty }=\|A\|_{1}}   und   {\displaystyle \|A^{\mathrm {T} }\|_{1}=\|A\|_{\infty }}

### Skalarprodukte
Das Standardskalarprodukt {\displaystyle \langle \cdot ,\cdot \rangle } zweier reeller Vektoren {\displaystyle x,y\in \mathbb {R} ^{n}} ist durch
{\displaystyle \langle x,y\rangle =x^{\mathrm {T} }y}
gegeben. Bezüglich des Standardskalarprodukts weisen eine reelle Matrix {\displaystyle A\in \mathbb {R} ^{m\times n}} und ihre Transponierte die Verschiebungseigenschaft
{\displaystyle \langle Ax,y\rangle =\langle x,A^{\mathrm {T} }y\rangle }
für alle Vektoren {\displaystyle x\in \mathbb {R} ^{n}} und {\displaystyle y\in \mathbb {R} ^{m}} auf. Hierbei steht auf der linken Seite das Standardskalarprodukt im {\displaystyle \mathbb {R} ^{m}} und auf der rechten Seite das Standardskalarprodukt im {\displaystyle \mathbb {R} ^{n}}. Für das Frobenius-Skalarprodukt zweier Matrizen {\displaystyle A,B\in \mathbb {R} ^{m\times n}} gilt
{\displaystyle \langle A,B\rangle _{F}=\operatorname {spur} (A^{\mathrm {T} }B)=\operatorname {spur} (BA^{\mathrm {T} })=\operatorname {spur} (AB^{\mathrm {T} })=\langle A^{\mathrm {T} },B^{\mathrm {T} }\rangle _{F}},
da Matrizen unter der Spur zyklisch vertauschbar sind.

## Verwendung

### Spezielle Matrizen
Die transponierte Matrix wird in der linearen Algebra in einer Reihe von Definitionen verwendet:
- Eine symmetrische Matrix ist eine quadratische Matrix, die gleich ihrer Transponierten ist: {\displaystyle A^{\mathrm {T} }=A}
- Eine schiefsymmetrische Matrix ist eine quadratische Matrix, die gleich dem Negativen ihrer Transponierten ist: {\displaystyle A^{\mathrm {T} }=-A}
- Eine hermitesche Matrix ist eine komplexe quadratische Matrix, deren Transponierte gleich ihrer Konjugierten ist: {\displaystyle A^{\mathrm {T} }={\bar {A}}}
- Eine schiefhermitesche Matrix ist eine komplexe quadratische Matrix, deren Transponierte gleich dem Negativen ihrer Konjugierten ist: {\displaystyle A^{\mathrm {T} }=-{\bar {A}}}
- Eine orthogonale Matrix ist eine quadratische Matrix, deren Transponierte gleich ihrer Inversen ist: {\displaystyle A^{\mathrm {T} }=A^{-1}}
- Eine (reelle) normale Matrix ist eine reelle quadratische Matrix, die mit ihrer Transponierten kommutiert: {\displaystyle A^{\mathrm {T} }A=AA^{\mathrm {T} }}
- Für eine beliebige reelle Matrix sind die beiden Gram-Matrizen {\displaystyle A^{\mathrm {T} }A} und {\displaystyle AA^{\mathrm {T} }} stets symmetrisch und positiv semidefinit.
- Das dyadische Produkt zweier Vektoren {\displaystyle x} und {\displaystyle y} ergibt die Matrix {\displaystyle xy^{\mathrm {T} }}.

### Bilinearformen
Sind {\displaystyle V} und {\displaystyle W} endlichdimensionale Vektorräume über dem Körper {\displaystyle K}, dann lässt sich jede Bilinearform {\displaystyle b\colon V\times W\to K} nach Wahl einer Basis {\displaystyle \{v_{1},\dotsc ,v_{m}\}} für {\displaystyle V} und einer Basis {\displaystyle \{w_{1},\dotsc ,w_{n}\}} für {\displaystyle W} durch die Darstellungsmatrix
{\displaystyle A_{b}=(b(v_{i},w_{j}))_{ij}\in K^{m\times n}}
beschreiben. Mit den Koordinatenvektoren {\displaystyle x=(x_{1},\dotsc ,x_{m})^{\mathrm {T} }} und {\displaystyle y=(y_{1},\dotsc ,y_{n})^{\mathrm {T} }} zweier Vektoren {\displaystyle v\in V} und {\displaystyle w\in W} gilt für den Wert der Bilinearform:
{\displaystyle b(v,w)=x^{\mathrm {T} }A_{b}y}
Sind nun {\displaystyle \{v'_{1},\dotsc ,v'_{m}\}} und {\displaystyle \{w'_{1},\dotsc ,w'_{n}\}} weitere Basen von {\displaystyle V} bzw. {\displaystyle W}, dann gilt für die entsprechende Darstellungsmatrix
{\displaystyle A_{b'}=S^{\mathrm {T} }A_{b}T},
wobei {\displaystyle S\in K^{m\times m}} die Basiswechselmatrix in {\displaystyle V} und {\displaystyle T\in K^{n\times n}} die Basiswechselmatrix in {\displaystyle W} sind. Zwei quadratische Matrizen {\displaystyle A,B\in K^{n\times n}} sind daher genau dann zueinander kongruent, es gilt also
{\displaystyle A=S^{\mathrm {T} }BS}
mit einer regulären Matrix {\displaystyle S\in K^{n\times n}} genau dann, wenn {\displaystyle A} und {\displaystyle B} die gleiche Bilinearform {\displaystyle b\colon V\times V\to K} bezüglich gegebenenfalls unterschiedlicher Basen darstellen.

### Duale Abbildungen
Sind wieder {\displaystyle V} und {\displaystyle W} endlichdimensionale Vektorräume über dem Körper {\displaystyle K} mit zugehörigen Dualräumen {\displaystyle V^{\ast }} und {\displaystyle W^{\ast }}, dann wird die zu einer gegebenen linearen Abbildung {\displaystyle f\colon V\to W} zugehörige duale Abbildung {\displaystyle f^{\ast }\colon W^{\ast }\to V^{\ast }} durch
{\displaystyle f^{\ast }(\varphi )=\varphi \circ f}
für alle {\displaystyle \varphi \in W^{\ast }} charakterisiert. Ist nun {\displaystyle \{v_{1},\dotsc ,v_{m}\}} eine Basis für {\displaystyle V} und {\displaystyle \{w_{1},\dotsc ,w_{n}\}} eine Basis für {\displaystyle W} mit zugehörigen dualen Basen {\displaystyle \{v_{1}^{\ast },\dotsc ,v_{m}^{\ast }\}} und {\displaystyle \{w_{1}^{\ast },\dotsc ,w_{n}^{\ast }\}}, dann gilt für die Abbildungsmatrizen {\displaystyle A_{f}\in K^{n\times m}} von {\displaystyle f} und {\displaystyle A_{f^{\ast }}\in K^{m\times n}} von {\displaystyle f^{\ast }} die Beziehung
{\displaystyle A_{f^{\ast }}=A_{f}^{\mathrm {T} }}.
Die Abbildungsmatrix der dualen Abbildung bezüglich der dualen Basen ist demnach gerade die Transponierte der Abbildungsmatrix der primalen Abbildung bezüglich der primalen Basen. In der Physik kommt dieses Konzept bei kovarianten und kontravarianten vektoriellen Größen zum Einsatz.

### Adjungierte Abbildungen
Sind nun {\displaystyle V} und {\displaystyle W} endlichdimensionale reelle Skalarprodukträume, dann wird die zu einer gegebenen linearen Abbildung {\displaystyle f\colon V\to W} zugehörige adjungierte Abbildung {\displaystyle f^{\ast }\colon W\to V} durch die Beziehung
{\displaystyle \langle f(v),w\rangle =\langle v,f^{\ast }(w)\rangle }
für alle {\displaystyle v\in V} und {\displaystyle w\in W} charakterisiert. Ist weiter {\displaystyle \{v_{1},\dotsc ,v_{m}\}} eine Orthonormalbasis von {\displaystyle V}, {\displaystyle \{w_{1},\dotsc ,w_{n}\}} eine Orthonormalbasis von {\displaystyle W} und {\displaystyle A_{f}\in \mathbb {R} ^{n\times m}} die Abbildungsmatrix von {\displaystyle f} bezüglich dieser Basen, dann ist die Abbildungsmatrix {\displaystyle A_{f^{\ast }}\in \mathbb {R} ^{m\times n}} von {\displaystyle f^{\ast }} bezüglich dieser Basen gerade
{\displaystyle A_{f^{\ast }}=A_{f}^{\mathrm {T} }}.
Bei reellen Matrizen ist demnach die zu einer gegebenen Matrix adjungierte Matrix gerade die transponierte Matrix, also {\displaystyle A^{\ast }=A^{\mathrm {T} }}. In der Funktionalanalysis wird dieses Konzept auf adjungierte Operatoren zwischen unendlichdimensionalen Hilberträumen verallgemeinert.

### Permutationen
Durch die transponierte Matrix werden auch spezielle Permutationen definiert. Werden in eine {\displaystyle (m\times n)}-Matrix zeilenweise der Reihe nach die Zahlen von {\displaystyle 1} bis {\displaystyle m\cdot n} geschrieben und dann spaltenweise wieder abgelesen (was genau dem Transponieren der Matrix entspricht), ergibt sich eine Permutation {\displaystyle \pi } dieser Zahlen, die durch
{\displaystyle \pi (n(i-1)+j)=i+m(j-1)}
für {\displaystyle i=1,\dotsc ,m} und {\displaystyle j=1,\dotsc ,n} angegeben werden kann. Die Anzahl der Fehlstände und damit auch das Vorzeichen von {\displaystyle \pi } lassen sich explizit durch
{\displaystyle |\operatorname {inv} (\pi )|={\binom {m}{2}}{\binom {n}{2}}}
{\displaystyle \operatorname {sgn} (\pi )=(-1)^{{\tbinom {m}{2}}{\tbinom {n}{2}}}}
bestimmen. In der Zahlentheorie werden diese Permutationen beispielsweise im Lemma von Zolotareff zum Beweis des quadratischen Reziprozitätsgesetzes verwendet.

## Verallgemeinerungen
Allgemeiner können auch Matrizen mit Einträgen aus einem Ring (gegebenenfalls mit Eins) betrachtet werden, wobei ein Großteil der Eigenschaften transponierter Matrizen erhalten bleibt. In beliebigen Ringen muss jedoch der Spaltenrang einer Matrix nicht mit ihrem Zeilenrang übereinstimmen. Die Produktformel und die Determinantendarstellung gelten nur in kommutativen Ringen.